# Rodrigo Pessoa
Rodrigo de Paula Pessoa (París, Francia, 29 de noviembre de 1972) es un jinete brasileño que compitió en la modalidad de salto ecuestre. Es hijo del también jinete Nelson Pessoa.
Participó en ocho Juegos Olímpicos de Verano entre los años 1992 y 2024, obteniendo tres medallas: bronce en Atlanta 1996, bronce en Sídney 2000 y oro en Atenas 2004. En los Juegos Olímpicos de Londres 2012 fue el abanderado de su país en la ceremonia de apertura.
Ganó una medalla de oro en el Campeonato Mundial de Saltos Ecuestres de 1998 y cinco medallas en los Juegos Panamericanos entre los años 1995 y 2023.

## Palmarés internacional
| Juegos Olímpicos     | Juegos Olímpicos          | Juegos Olímpicos  | Juegos Olímpicos |
| Año                  | Lugar                     | Medalla           | Categoría        |
| -------------------- | ------------------------- | ----------------- | ---------------- |
| 1996                 | Atlanta (Estados Unidos)  | Medalla de bronce | Por equipos      |
| 2000                 | Sídney (Australia)        | Medalla de bronce | Por equipos      |
| 2004                 | Atenas (Grecia)           | Medalla de oro    | Individual       |
| Campeonato Mundial   |                           |                   |                  |
| Año                  | Lugar                     | Medalla           | Categoría        |
| 1998                 | Roma (Italia)             | Medalla de oro    | Individual       |
| Juegos Panamericanos |                           |                   |                  |
| Año                  | Lugar                     | Medalla           | Categoría        |
| 1995                 | Mar del Plata (Argentina) | Medalla de oro    | Por equipos      |
| 2007                 | Río de Janeiro (Brasil)   | Medalla de oro    | Por equipos      |
| 2007                 | Río de Janeiro (Brasil)   | Medalla de plata  | Individual       |
| 2011                 | Guadalajara (México)      | Medalla de plata  | Por equipos      |
| 2023                 | Santiago (Chile)          | Medalla de bronce | Por equipos      |